# Bahnstrecke Dorfen–Velden
| |                      |                         |                         |
| Streckennummer: | 5721                 |                         |                         |
| Kursbuchstrecke (DB): | zuletzt 427c         |                         |                         |
| Kursbuchstrecke: | 427d (1946)          |                         |                         |
| Streckenlänge: | 20,518 km            |                         |                         |
| Spurweite: | 1435 mm (Normalspur) |                         |                         |
| Maximale Neigung: | 25 ‰                 |                         |                         |
| Minimaler Radius: | 300 m                |                         |                         |
| |                      |                         |                         |
| \| \| \| von München \| \| \| \| 0,000 \| Dorfen Bahnhof \| 448 m \| \| \| \| nach Simbach \| \| \| \| 1,609 \| Dorfen Markt \| Dorfen Markt \| \| \| 4,594 \| Algasing (Hst) \| Algasing (Hst) \| \| \| 8,019 \| Babing (b Dorfen) (Hst) \| Babing (b Dorfen) (Hst) \| \| \| 10,468 \| Taufkirchen (Vils) \| Taufkirchen (Vils) \| \| \| 12,312 \| Ratzing \| Ratzing \| \| \| 14,673 \| Moosen (Vils) \| Moosen (Vils) \| \| \| 18,696 \| Babing (Vils) \| Babing (Vils) \| \| \| 20,518 \| Velden (Vils) \| 456 m \| \| \| \| \| \| \| Quellen: [1][2][3] \| \| \| \| |                      |                         |                         |
| Strecke |                      | von München             | von München             |
| Bahnhof | 0,000                | Dorfen Bahnhof          | 448 m                   |
| Abzweig ehemals geradeaus und nach rechts |                      | nach Simbach            | nach Simbach            |
| Haltepunkt / Haltestelle (Strecke außer Betrieb) | 1,609                | Dorfen Markt            | Dorfen Markt            |
| Haltepunkt / Haltestelle (Strecke außer Betrieb) | 4,594                | Algasing (Hst)          | Algasing (Hst)          |
| Haltepunkt / Haltestelle (Strecke außer Betrieb) | 8,019                | Babing (b Dorfen) (Hst) | Babing (b Dorfen) (Hst) |
| Bahnhof (Strecke außer Betrieb) | 10,468               | Taufkirchen (Vils)      | Taufkirchen (Vils)      |
| Haltepunkt / Haltestelle (Strecke außer Betrieb) | 12,312               | Ratzing                 | Ratzing                 |
| Bahnhof (Strecke außer Betrieb) | 14,673               | Moosen (Vils)           | Moosen (Vils)           |
| Haltepunkt / Haltestelle (Strecke außer Betrieb) | 18,696               | Babing (Vils)           | Babing (Vils)           |
| Kopfbahnhof Streckenende (Strecke außer Betrieb) | 20,518               | Velden (Vils)           | 456 m                   |
| |                      |                         |                         |
| Quellen: |                      |                         |                         |

Die Bahnstrecke Dorfen–Velden war eine 20,5 Kilometer lange Stichbahn, die bei Dorfen von der Bahnstrecke München–Simbach abzweigte und nach Velden führte. Heute sind alle Gleise abgebaut, und es verläuft ein Radweg auf der gesamten Trasse.

## Verlauf
Die auch als (obere) Vilstalbahn bezeichnete Strecke führte aus dem Tal der Isen in das Tal der Vils und folgte der Vils dann flussabwärts bis Velden. Der Scheitelpunkt auf 498,38 m lag zwischen Algasing und Babing (b Dorfen). Charakteristisch für den Streckenabschnitt zwischen Dorfen und Taufkirchen war der häufige Wechsel von Steigungen und Gefällen bis zu 1:40 sowie viele Kurven, um die Baukosten zu minimieren. Die größten Bauwerke waren die Isenkanalbrücke bei Dorfen und die Vilsbrücke in Taufkirchen. Die Streckenkilometrierung wurde in 500-Meter-Schritten angezeigt.

### Bahnhöfe und Haltepunkte
Die Strecke diente vor allem der Anbindung von Velden und Taufkirchen an die Hauptstrecke München–Mühldorf, die übrigen Haltestellen erreichten nie ein nennenswertes Fahrgastaufkommen. Kurioserweise gab es zwei Stationen mit dem Namen Babing, nämlich Babing (b Dorfen) und Babing (Vils).

#### Dorfen Bahnhof
Ausgangspunkt der Strecke nach Velden war der 1871 mit der Bahnstrecke München–Simbach eröffnete Bahnhof Dorfen. Mit dem Bau der Strecke nach Velden wurde zwischen den vorhandenen Gleisen der Hauptstrecke und dem Empfangsgebäude ein neues Gleis 1 verlegt, von dem die Nebenbahn direkt östlich des Gebäudes nach Norden abzweigte. Die Ein-/Ausfahrt von und nach Velden war ausschließlich von diesem Gleis möglich. Seit 22. September 1903 trägt die Station den Namen Dorfen Bahnhof anstelle von Dorfen.

#### Dorfen Markt
An der Kreuzung der Distriktstraße von Dorfen nach Neumarkt-Sankt Veit mit der Nebenbahn bei Streckenkilometer 1,6 wurde der Haltepunkt Dorfen Markt eingerichtet. Er lag auf dem Gebiet der bis 1972 selbständigen Gemeinde Hausmehring und nicht näher am Marktort als Dorfen Bahnhof. Abgesehen von einem Bahnsteig am Streckengleis waren keine Bahnanlagen und -gebäude vorhanden; Fahrkartenverkauf und Gepäckabfertigung übernahm ein Bahnagent in der benachbarten Gaststätte.

#### Algasing
Bei Streckenkilometer 4,5 lag die Haltestelle Algasing einige hundert Meter westlich des Klosters Algasing und in ähnlicher Entfernung vom Dorf Eibach. Neben dem Streckengleis waren ein von Norden befahrbares Ladegleis und ein einstöckiges Agenturgebäude vorhanden. Letzteres war bis 30. Juni 1967 mit Personal besetzt.

#### Babing (b. Dorfen)
Die in Streckenkilometer 8 gelegene Haltestelle Babing (b. Dorfen) in einem Weiler nahe Kienraching hatte grundsätzlich dieselbe Ausstattung wie die Haltestelle Algasing, allerdings war das Ladegleis hier von Süden befahrbar. Die personelle Besetzung endete zum Jahresende 1955 und das Agenturgebäude wurde noch vor Einstellung des Personenverkehrs abgerissen.

#### Taufkirchen (Vils)
Der in Streckenkilometer 10,47 gelegene Bahnhof Taufkirchen (Vils) im Südosten des Orts war die wichtigste Zwischenstation der Strecke. Zunächst war neben dem Streckengleis nur ein einseitig an das Hauptgleis angebundenes Ladegleis vorhanden, das jedoch in den ersten Jahren des 20. Jahrhunderts um eine zweite Anbindung an das Streckengleis sowie ein zweites Hauptgleis ergänzt wurde. Westlich der Gleise war ein zweistöckiges Empfangsgebäude mit nördlich angebauter Ladehalle errichtet worden. Es war bis 31. Mai 1975 mit Personal besetzt. Nördlich des Bahnhofs lag bis März 1981 das Anschlussgleis eines Sägewerks.

#### Ratzing
Der Haltepunkt Ratzing lag in Streckenkilometer 12,3 und bestand lediglich aus einem Kiesbahnsteig am Streckengleis.

#### Moosen (Vils)
In Moosen lag die Bahnstation zentral im Ort. Sie war bei Eröffnung der Strecke mit einem Betriebsgebäude ähnlich dem in Algasing ausgestattet, das von einem Bahnagenten besetzt war. Neben dem Streckengleis war ein Ladegleis vorhanden. Die örtliche Besetzung der Station endete nach der Einstellung des Stückgutverkehrs im Jahr 1970.

#### Babing (Vils)
Die Haltestelle Babing (Vils) befand sich in Streckenkilometer 18,7 und wies neben einem einfachen Bahnsteig am Streckengleis ein einseitig aus Richtung Osten befahrbares Anschlussgleis auf, das bis in die 1960er-Jahre bestand. Vom 28. Mai 1961 bis 31. Januar 1962 hielten die Personenzüge nicht in Babing (Vils).

#### Velden (Vils)
Der Bahnhof am Streckenendpunkt in Velden (Vils) lag am Westende des Marktortes. Neben einem dreistöckigen Empfangsgebäude wurde ein Nebengebäude, eine Ladehalle und ein zweiständiger Lokschuppen errichtet. Neben dem Streckengleis, an dessen Ende der Bahnsteig und das Empfangsgebäude lagen, gab es bei Streckeneröffnung ein Umfahrgleis, ein davon abzweigendes kurzes Gleis zu einer Rampe, ein längeres Ladegleis auf der Südseite und die beiden Gleise des Lokschuppens. Vor dem Zweiten Weltkrieg wurde nördlich der vorhandenen Gleise ein weiteres Ladegleis angelegt, an dem ab den 1960er-Jahren auch der Ölumschlag stattfand. Bis 31. Mai 1975 war örtliches Personal im Bahnhof tätig.

## Geschichte
In den 1860er-Jahren wurden mehrere Trassenvarianten für eine von München ostwärts zur österreichischen Grenze führende Bahnstrecke gegeneinander abgewogen, darunter eine Führung über Erding, Velden und Vilsbiburg. Nach der Entscheidung für die Strecke München–Mühldorf–Simbach traten die lokale Politik und Wirtschaft um Velden weiterhin für eine Bahnanbindung ein. 1891 wurde dort ein Eisenbahncomité gegründet, das eine 50000-Mark-Beteiligung am Bahnbau in Aussicht stellte. Während zunächst eine Strecke von Erding über Velden nach Vilsbiburg erwogen wurde, signalisierte die Staatsregierung, dass eine Verbindung aus Dorfen eine höhere Aussicht auf Umsetzung habe.
Im Juni 1891 beantragte der Markt Dorfen bei der Bayerischen Staatsbahnverwaltung den Bau einer Lokalbahn Dorfen–Velden und am 23. Juli 1891 baten die Märkte Dorfen und Velden darum, das Bauprojekt in den zur Beratung anstehenden nächsten Lokalbahngesetzentwurf aufzunehmen. Die Bahnstrecke wurde mit Gesetz vom 17. Juni 1896 beschlossen und ab dem Januar 1897 unter der Leitung von Ingenieur Georg Ehrne errichtet. Die erste Probefahrt fand am 15. Dezember 1898 statt, am 24. Dezember 1898 erfolgte die offizielle Eröffnung durch Prinzregent Luitpold. Im ersten vollen Betriebsjahr 1899 beförderte die Bahn 98517 Personen und 26068 t Güter.
In den ersten Betriebsjahren wurden kleinere Erweiterungsbauten ergänzt. Unter anderem wurden im Jahr 1900 auf Höhe von Streckenkilometer 18,8 eine Brücke für einen Flutkanal und ebenfalls um die Jahrhundertwende an mehreren Stellen Schneegatter zur Vermeidung von Schneeverwehungen errichtet. Dennoch führte die Kombination aus kalten, schneereichen Wintern und vergleichsweise leichten Fahrzeugen in den ersten Jahren mehrfach zu Betriebsbeeinträchtigungen. So entgleiste am 10. Dezember 1910 ein von der D-XI-Dampflok 2010 geführter Zug in einer Schneewehe nahe des Bahnhofs Velden.
Eine Verlängerung der Strecke über Velden hinaus bis Vilsbiburg wurde mehrfach erwogen, etwa 1920 vom bayerischen Landtag in einer Denkschrift über den Ausbau des bayerischen Bahnnetzes, jedoch nicht umgesetzt.
Ab den späten 1940er-Jahren nahm der Personenverkehr infolge des gestiegenen motorisierten Individualverkehrs deutlich ab. Auch zusätzliche Fahrten und eine Verkürzung der Fahrzeiten durch den Einsatz von Schienenbussen VT 95 konnte diesen Trend nicht umkehren, so dass die Deutsche Bundesbahn im Januar 1958 die Einstellung des Personenverkehrs beantragte. Das zuständige Bayerische Staatsministerium für Wirtschaft und Verkehr lehnte dies jedoch mit Verweis auf den starken Berufsverkehr ab. Tatsächlich hatte die Expansion der Möbelfabrik Himolla in Taufkirchen, die zeitweise bis zu 1500 feste Arbeiter und eine gleiche Zahl an Saisonkräften benötigte, die Fahrgastzahlen Ende der 1950er-Jahre wieder ansteigen lassen. Nachdem sowohl Himolla als auch BMW in München in den 1960er-Jahren Werksbusverbindungen einrichteten, ging die Besetzung der Personenzüge jedoch erneut deutlich zurück. Die Einstellung des Reiseverkehrs wurde schließlich am 28. Dezember 1967 genehmigt und mit Fahrplanwechsel am 26. Mai 1968 vollzogen.
Der Güterverkehr war in den Nachkriegsjahren ebenfalls zunächst gesunken und umfasste in den 1950er-Jahren knapp 20.000 t pro Jahr. Himolla sorgte auch hier für einen deutlichen Verkehrszuwachs. Da deren Standort im Norden von Taufkirchen und damit weitab der Bahnstrecke lag, wurden am Bahnhof Lagerhallen für den Umschlag errichtet. Ab 1964 war einige Jahre ein „Culemeyer“-Straßenroller in Taufkirchen stationiert, um Güterwagen bis ins Himolla-Werk zu bringen. Zusätzliches Güteraufkommen brachte zudem der Transport von Rohöl, das um Velden gefördert und dort in Kesselwagen verladen wurde. 1963 wurden insgesamt 65.429 t Güter auf der Strecke befördert, 1966 gut 49.000 t. Die zunehmende Konkurrenz des Straßenverkehrs, vor allem bei Stückgut, sowie die rückläufige Ölförderung führten jedoch ab Ende der 1960er-Jahre zu sinkenden Transportmengen. 1978 wurden rund 21.000 t befördert, 1990 nur mehr 8.512 t.
Trotz rückläufigen Güterverkehrsaufkommens wurde noch Mitte der 1980er Jahre der Oberbau teilweise erneuert, allerdings nur mit minimalen Investitionen. So war 1980 bzw. 1981 der Ersatz der Isenkanalbrücke in Dorfen sowie zweier kleinerer Brücken durch Hilfsbrücken nötig, um den Betrieb überhaupt aufrechterhalten zu können. Im Dezember 1991 wurde die Bundesbahndirektion München im Hinblick auf anstehende umfangreiche Investitionen in die Infrastruktur von der Zentraldirektion angewiesen, das Stilllegungsverfahren einzuleiten. Die dauerhafte Einstellung wurde im Sommer 1993 genehmigt. Der Güterverkehr wurde schließlich am 1. Juli 1993 eingestellt. Am 1. August des gleichen Jahres wurde die Strecke aufgrund des schlechten Zustands gesperrt und zum 27. September 1993 schließlich stillgelegt. Im Mai 1994 wurde die Strecke an ihrem Beginn im Bahnhof Dorfen unterbrochen und bis Sommer 1995 vollständig abgebaut.

## Betrieb

### Fahrplan

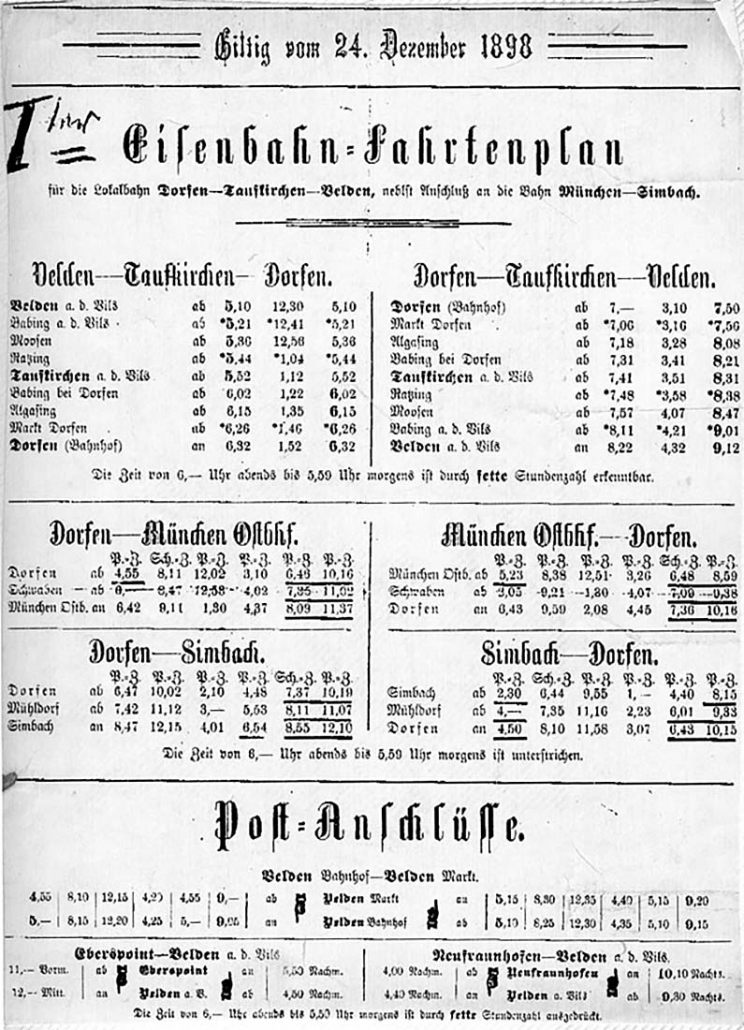
Erster Fahrplan der Strecke (1898)

In den ersten Jahrzehnten wurden überwiegend gemischte Züge geführt, die sowohl Personen als auch Güter beförderten. Die Fahrpläne der ersten Betriebsjahre wiesen drei Zugpaare auf, je eines morgens, mittags und abends. Von 1913 bis 1917 wurden vier Zugpaare angeboten, ergänzt um zusätzliche Fahrten an bestimmten Markttagen. Ab Ende des Ersten Weltkriegs wurde das Angebot bis Anfang der 1920er-Jahre auf zwei Zugpaare pro Tag reduziert, anschließend blieb es bis 1948 bei drei bis vier Fahrten pro Tag und Richtung.
Noch vor dem Einsatz von Schienenbussen wurde der Fahrplan ab 1949 leicht ausgeweitet; mit der Umstellung zu reinen Personenzügen mit Triebwageneinsatz wurden schließlich von 1955 bis 1961 werktags acht Zugpaare auf der Gesamtstrecke und ein weiteres zwischen Dorfen und Taufkirchen angeboten, am Wochenende etwas weniger. In den 1960er-Jahren wurde das Angebot schrittweise reduziert und wies zuletzt wieder vier Fahrtenpaare pro Werktag auf.
Im Güterverkehr wurde nach Aufgabe der gemischten Züge ein Güterzugpaar pro Werktag angeboten, ergänzt um weitere Fahrten zwischen Dorfen und Taufkirchen sowie, in den 1960er-Jahren, gesonderte Züge zum Öltransport aus Velden. Mit sinkendem Frachtaufkommen ging auch die Zahl der Güterzüge ab den 1970er-Jahren zurück. Ab 28. Mai 1989 wurde schließlich nur noch bei Bedarf montags, mittwochs und freitags gefahren.

### Fahrzeugeinsatz
Bereits für den Arbeitszugdienst während des Streckenbaus 1898 standen zwei fabrikneue Dampflokomotiven der Gattung D XI mit den Nummern 2009 und 2011 zur Verfügung, die in Velden stationiert wurden. In den ersten Betriebsjahren genügte eine Lokomotive für den täglichen Betrieb, während die zweite Maschine sowohl für die Strecke nach Velden als auch für die nahegelegene Bahnstrecke Thann-Matzbach–Haag als Reserve fungierte. Anfang der 1930er-Jahre wurden die D XI durch GtL 4/4 (Baureihe 988–9) und Maschinen der Baureihe 9810 abgelöst, die ihrerseits 1948 durch die Baureihe 64 ersetzt wurden.
Mit Beginn des Sommerfahrplans 1955 zum 22. Mai 1955 wurden die gemischten Züge zugunsten reiner Personen- bzw. Güterzüge aufgegeben. Die meisten Personenzüge wurden fortan bis zur Einstellung des Reiseverkehrs mit Schienenbussen VT 95 geführt. Im Güterverkehr wurde neben Dampflokomotiven der Baureihe 64 von 1955 bis 1957 auch Diesellokomotiven der Baureihe Baureihe V 36 eingesetzt. Nach Auflösung der Bw-Außenstelle Velden im Jahr 1959 wurden die Fahrzeuge aus Mühldorf bzw. Simbach zugeführt.
1962 wurde das Betriebskonzept im Güterverkehr so geändert, dass eine in Dorfen stationierte Köf III die meisten Fahrten übernahm und für schwere Züge bis 1965/66 Dampflokomotiven der Baureihe 50 sowie Diesellokomotiven der Baureihe V 60 genutzt wurden. In den späten 1970er-Jahren wurde die Stationierung einer Lokomotive in Dorfen aufgegeben. Bis zum Ende des Betriebs wurden die Güterzüge nach Velden nun durch Diesellokomotiven der Baureihe 211 bespannt.

## Vilstalradweg
1998 wurde der Bau eines Geh- und Radwegs begonnen und im Jahr 2000 wurde der sogenannte Vilstalradweg auf der gesamten Strecke fertiggestellt. Der 116 km lange Radweg beginnt in Dorfen und führt entlang der Vils auf der früheren Bahntrasse durch dünn besiedelte Naturlandschaft nach Velden und wurde in der Folge bis nach Vilshofen an der Donau weitergeführt.
Entlang der ehemaligen Bahnstrecke sind Relikte der Bahnstrecke verblieben oder bewusst platziert worden, zum Beispiel eine Denkmallokomotive (Ks 4910, ähnlich Köf II) in Dorfen Markt oder zahlreiche alte Kilometerschilder. Das Empfangsgebäude des Bahnhofs Taufkirchen (Vils) ist als privates Wohnhaus, das des Bahnhofs Velden im Eigentum der Marktgemeinde als Vereinsheim erhalten.